# Arcona amuricola
Arcona amuricola là một loài ruồi trong họ Tachinidae.